# Strampelsack
Ein Strampelsack ist einem Schlafsack für Säuglinge ähnlich. Er ist ebenso eine Bedeckung für die Liegeposition, bietet jedoch auch ausreichend Platz für das Baby zum Strampeln.
Der Sack bildet eine Hülle für den Körper. Dabei wird der Säugling von den Füßen bis zum Brustbereich bedeckt, sodass die Arme und der Kopf nach außen ragen. Die Arme befinden sich deshalb außerhalb, um dem Baby die Möglichkeit zu bieten, diese beim Zappeln mit den Beinen mitzubewegen. Daraus ergibt sich der Erfolg der Stärkung der Muskulatur im jungen Alter. Der ebenfalls herausragende Kopf bietet die Vermeidung einer Überhitzung, da die Wärme über den Kopf abgeleitet werden kann.
Um den Bewegungsfreiraum zu bewahren, wird das Baby meist ohne Kleidung oder mit ausschließlich einer Windel in den Strampelsack gelegt. Aufgrund der deckenähnlichen Funktion soll auch trotz knapper Bekleidung vermieden werden, dass das Kind friert.

## Verwendung

### Alter
Ein Strampelsack ist ausschließlich für Babys und Neugeborene ausgerichtet. Besonders in den ersten 6 Lebensmonaten findet der Sack seinen Nutzen.

### Verwendungszwecke
In erster Linie wird das Ziel verfolgt, dem Säugling eine warmhaltende Bedeckung für Rumpf, Beine und Füße und genügend Platz zum zusätzlichen Strampeln zu bieten. Allerdings wird der Strampelplatz durch die äußere Hülle auch etwas begrenzt, um unruhige Babys zum Schlafen zu bringen.
Des Weiteren gibt es einige Strampelsäcke, die auf Autofahrten ausgerichtet sind und deshalb für unterwegs mit Autositzgurt-Schlitzen versehen sind.

## Varianten

### Material
Am oberen Ende ist ein breites, meist elastisches Gummiband unter den Armen des Babys angebracht. Der Gummi darf weder zu eng noch zu weit am Kindeskörper sitzen.
Bei Baumwolle, Schurwolle und Musselin handelt es sich um die gängigen Materialien. Diese halten unterschiedlich warm und finden somit je nach Jahreszeit Verwendung
Der angebrachte Reißverschluss oder einige Knöpfe verhelfen zum schnellen An- und Ausziehen des Kindes.

### Größe
Besonders wichtig ist die Größenwahl der Säcke, da der Säugling bei zu viel Platz hineinrutschen und anderenfalls bei zu wenig an Überhitzung leiden kann.
Die Größen reichen in etwa von 45 bis 80 cm.
Eine Faustformel besagt: Dass von den Füßen des Babys bis zum Ende des Sacks noch etwa ein Viertel des Sacks Platz sein sollte.

### Dicke
Die Dicke der Säcke unterscheidet sich aufgrund der Wärmegrade je nach Jahreszeit.
Winterstrampelsäcke bestehen zunehmend aus Merino-, Schurwolle oder Fleece. Außerdem gibt es Strampelsäcke aus Baumwolle, die eine zusätzliche Fütterung aus Polyester enthalten und somit eine besonders wärmende Wirkung haben.
Sommerstrampelsäcke oder Strampelsäcke für Autofahrten sind besonders aus Baum-, Merinowolle oder Musselin hergestellt. Diese Materialien sind luftdurchlässiger, leichter und dünner als die, welche für die Wintermonate genutzt werden.